# Basset Bleu de Gascogne
Basset Bleu de Gascogne, også kendt som blue Gascony basset eller bleus de Gascogne, er en aflang, kortbenet hunderace. Racen opstod i middelalderen og stammer fra Grand Bleu de Gascogne. Basset Bleu de Gascogne blev næsten udryddet ved begyndelsen af 1900-tallet, men blev reddet takket være Alain Bourbon. Basset Bleu de Gascogne er oprindelig fransk, og er ikke specielt udbredt udenfor Frankrig. Racen er internationalt anerkendt af Fédération Cynologique Internationale, i Storbritannien af The Kennel Club, af United Kennel Club i USA og af Dansk Kennel Klub i Danmark. "Bleu"-delen af navnet er en reference til pelsen som har schatteringer af både lyst og mørkt.